# Malcolm R. Patterson

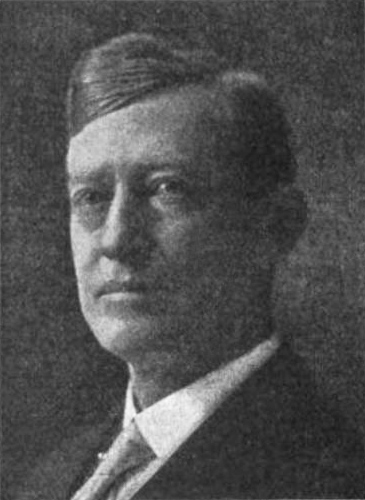
Malcolm R. Patterson

Malcolm Rice Patterson, född 7 juni 1861 i Morgan County, Alabama, död 8 mars 1935 i Sarasota, Florida, var en amerikansk demokratisk politiker och jurist. Han var ledamot av USA:s representanthus 1901-1906 och guvernör i delstaten Tennessee 1907-1911.

## Biografi
Patterson studerade vid Christian Brothers College (numera Christian Brothers University) och Vanderbilt University. Han studerade därefter juridik och inledde 1883 sin karriär som advokat i Memphis, Tennessee. Han var distriktsåklagare i Shelby County, Tennessee 1894-1900.
Patterson valdes tre gånger till representanthuset. Han avgick 1906 som kongressledamot efter att ha besegrat republikanen H. Clay Evans i guvernörsvalet. I primärvalet hade han besegrat ämbetsinnehavaren John I. Cox. Två år senare besegrade Patterson republikanen George N. Tillman i guvernörsvalet.
Patterson använde sin vetorätt som guvernör mot ett alkoholförbud i hela Tennessee. Han ansåg att frågan borde avgöras lokalt snarare än på delstatsnivå. Delstatens lagstiftande församling upphävde Pattersons veto. Alkoholfrågan gjorde Patterson så impopulär att han drog sin kandidatur tillbaka inför 1910 års guvernörsval. Republikanerna utnyttjade demokraternas splittring i alkoholfrågan och Ben W. Hooper vann valet och efterträdde Patterson som guvernör. Fyra år senare hjälpte Patterson demokraterna att övervinna problemet med det omtvistade alkoholförbudet. Han ändrade sin åsikt och stödde förbudsförespråkaren Thomas Clarke Rye som också vann 1914 års guvernörsval. Dessutom föreläste Patterson mot alkoholdrycker i uppdrag av förbudslobbyn Anti-Saloon League. Trots detta lyckades han inte bli invald i USA:s senat.
Patterson utnämndes 1923 till domare. Hans grav finns på Forest Hill Cemetery i Memphis.